# North American P-51 Mustang
North American P-51 Mustang var ett amerikanskt jaktflygplan som tillverkades av North American Aviation under andra världskriget. 

## Bakgrund
I april 1938, strax efter den tyska annekteringen av Österrike, etablerade Storbritannien en inköpskommitté i USA under ledning av Henry Self. Ett av kommitténs uppdrag var att köpa in amerikanska jaktplan för brittiska flygvapnet. Inga av de amerikanska tillverkarnas flygplansmodeller uppfyllde de brittiska kraven. Curtiss Tomahawk var det enda som kom nära att klara kraven. Då fabriken Curtiss hade nått sitt produktionstak var möjligheten att köpa stora mängder jaktplan därifrån begränsad. North American Aviation levererade redan skolflygplan av typen North American T-6 Texan till brittiska flygvapnet men hade produktionskapacitet över i sina fabriker. North American Aviation erbjöd inköpskommittén att köpa det moderna medeltunga bombplanet North American B-25 Mitchell, men man fick motfrågan om man istället kunde tillverka Curtiss Tomahawk på licens från Curtiss då behovet av jaktplan var mer akut. VD:n James H. Kindelberger svarade att man kunde ta fram ett nytt och bättre plan med samma motor på samma tid som det skulle ta att sätta upp licensproduktionen. I mars 1940 beställde brittiska Ministry of Aircraft Production (MAP) 320 plan. Den 26 juni 1940 lade MAP en order hos Packard att tillverka Rolls-Royce Merlin-motorer på licens, vilket senare skulle visa sig betydelsefullt.

## Utveckling
Som en följd av den brittiska beställningen startade projekt NA-73X i mars 1940. Utvecklingen präglades, på grund av brådskan, inte av något större nyskapande. Endast på två områden använde man ny och oprövad teknik. Det första var användningen av en vinge konstruerad med laminärflödesvingprofiler som hade utvecklats i samarbete med North American och NACA, tanken med dessa vingprofiler var att minska luftmotståndet i höga farter. Under konstruktionsarbetet provades både en vinge baserad på en mer traditionell vingprofil ur NACA:s 5-serie och en vinge med den nya NAA/NACA 45-100 vingprofilen i en vindtunnel tillhörande University of Washington. Testen visade på överlägsen prestanda för NAA/NACA 45-100 vingprofilen, dock skulle det visa sig att denna överlägsenhet var mindre under verkliga omständigheter då den ytjämnhet som fanns på vindtunnelmodellerna var svår att uppnå under serieproduktion. Den andra var en ny typ av kylare som utnyttjade Meredith-effekten som innebar att den uppvärmda luft som hade passerat genom kylaren fick accelerera genom en dysa och på så sätt kunde lämna ett mindre dragkrafttillskott. I stora drag fungerade kylaren som en ramjetmotor men med skillnaden att uppvärmningen av luftflödet genom motorn kom från kolvmotorns kylarelement istället för en förbränning.
Prototypen NA-73X var färdig efter endast 102 dagar och gjorde sin första flygning 26 oktober 1940, endast 149 dagar efter beställning. Prototypen uppvisade goda flygegenskaper och en imponerande bränslelast. Flygkroppen var konstruerad som en självbärande skalkonstruktion i aluminium för att spara vikt. Prototypens beväpning bestod av 4 stycken 7,62 mm Browning M1919 kulsprutor, två monterade i vingarna och två stycken monterade under motorn som sköt genom propellerdisken med hjälp av synkronisering.

## Allison-generationen

### Mustang I/P-51/P-51A
Det visade sig att planets prestanda var utmärkt upp till 4 600 meters höjd men snabbt avtog på högre höjder. Detta berodde i huvudsak på den enkla kompressorn på Allison V-1710 motorn. Allison hade koncentrerat sig på turbotekniken som ett medel för att bygga bra höghöjdsmotorer, vilket fungerade bra i stora bombplan och P-38:an. Men det fanns inte något utrymme för en så stor turbo i Mustangen; den konstruerades med en kompressormatad motor vars kompressor bara hade en fast inställning, avpassad för låghöjd. Trots motorns begränsningar visade sig Mustangen ha goda aerodynamiska egenskaper, den var 48 km/h snabbare än den konkurrerande Curtiss P-40 på 3200 meters höjd och 56 km/h snabbare än Spitfire Mk. VC på 4 600 meters höjd, trots att denna hade en starkare motor.
Av den första beställningen på 320 NA-73 jaktplan som kom att döpas till Mustang Mk I av britterna, levererades två till US Army Air Corps för utvärdering där de fick beteckningen XP-51. Mustang I hade en blandad beväpning med fyra 7,7 mm Browningkulsprutor i vingarna och två 12,7 mm M2 Browning kulsprutor under motor och ytterligare två stycken i vingarna. Senare följde en andra beställning på 300 plan från britterna. I september 1940 beställdes 150 plan under Lend-leaseprogrammet som fick den amerikanska beteckningen P-51 och kallades Mustang Mk IA av britterna. Den stora skillnaden mot föregående modeller var beväpningen med fyra 20 mm Hispano Mk. II-automatkanoner.

### A-36 Apache/Invader

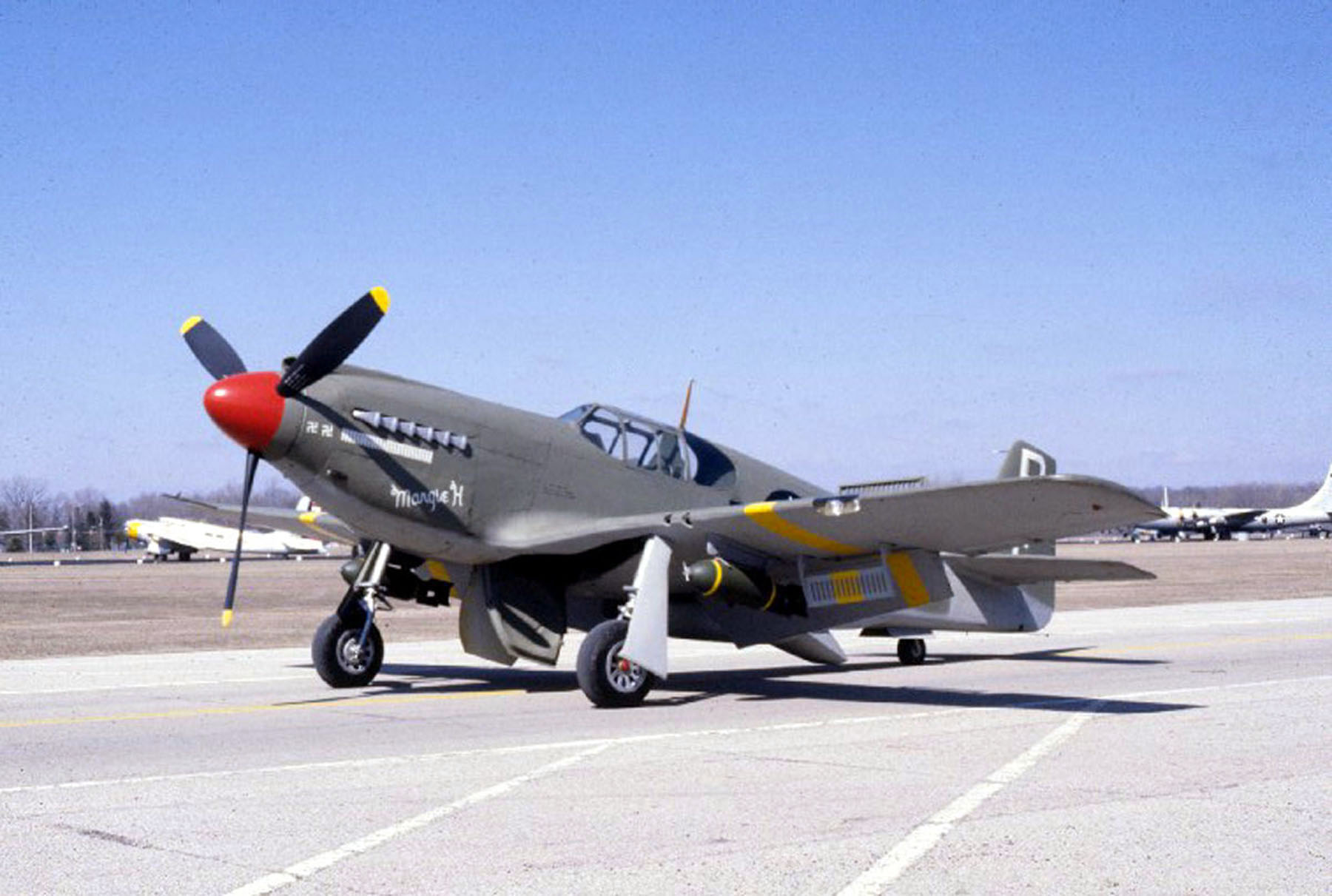
A-36A Apache med utfällda dykbromsar

För att hålla produktionslinjen öppen för P-51 trots att de beviljade anslagen för inköp av jaktplan redan var förbrukade för budgetåret 1942, utnyttjade US Army Air Corps icke utnyttjade anslag för attackflygplan och beställde den 16 april 1942 500 plan av en störtbombplansversion av P-51. Denna nya version fick beteckningen A-36 Apache och skilde sig genom en förstärkt vinge med dykbromsar och bombfästen. På grund av installationen av dykbromsarna och bombfästen krävdes en total omkonstruktion av vingen från P-51. Den fasta beväpningen ändrades till två 12,7 mm M2 Browning kulsprutor under motor och ytterligare fyra stycken i vingarna, bomblasten var maximalt totalt 454 kg på två bombfästen. Eftersom US Army Air Corps syftade till att bara använda planet på låghöjd monterades en Allison V-1710-87 anpassad för låghöjd. Motorn gav 1 325 hk på 914 m och drev en trebladig Curtiss-Electric propeller med en diameter på 3,28 meter. Luftintaget till kylaren konstruerades om till en fast enhet istället för det rörliga luftintaget från tidigare modeller. Den första A-36A rullade ut från fabriken i Inglewood i september 1942 och påbörjade flygprovningen. Den 6 juni 1943 blev 27th Fighter-Bomber Group det första förbandet att använda A-36 Apache i strid.

### Mustang II/P-51A
Den 10 maj 1942 debuterade Mustangen i strid. Den 23 juni 1942 lade US Army Air Forces en beställning på 1 200 P-51A, den första jaktversionen för amerikanskt bruk. På denna modell, som i stort sett var en A-36A utan dykbromsar, byttes den blandade beväpningen på de första modellerna ut mot fyra 12,7 mm M2 Browning i vingarna och bombfästen installerades i vingarna för två 227 kg bomber. Istället för bomber var det även möjligt att montera fälltankar som rymde 75 eller 150 US gallon (284 eller 568 liter), något som ökade den maximala transporträckvidden till 4 410 km. Ordern minskades senare till 310 stycken, varav 50 stycken exporterades till Storbritannien som använde dem under beteckningen Mustang Mk II.

## Merlin-generationen

### P-51B och P-51C
Efter en utvärdering hos RAF i april 1942 noterade man att Mustangens höghöjdsprestanda som väntat var undermåliga, men på grund av den utmärkta prestandan på låghöjd bjöd man in Rolls-Royce att försöka förbättra prestandan på höghöjd. Ingenjörerna på Rolls-Royce modifierade fem Mustang I med nya motorfästen, en Merlin 61 motor med en tvåstegskompressor med två varvtal och en Rotolpropeller från Spitfire Mk. IX. Dessa plan fick beteckningen Mustang Mk. X och visade sig ha häpnadsväckande bra prestanda på höghöjd. Två av planen lämnades över till US Army Air Forces för utvärdering. 
Därefter började man ta fram seriemässiga prototyper med den nya motorn, under beteckningen XP-51B. De fick förstärkt flygkropp och nya motorfästen för att klara den tyngre Merlinmotorn, 770 kg jämfört med Allisonmotorns 606 kg. Vidare konstruerades en ny kylare, intercooler och oljekylare. Detta krävde större luftflöden så kylarluftintaget konstruerades om. Den nya motorn drev en 3,4 meters fyrbladig Hamilton Standard-propeller. Beväpningen blev samma som för P-51A fyra stycken 12,7 mm Browning M2/AN. XP-51B påbörjade provflygningarna i december 1942. Under början av 1943 startade tillverkningen av P-51B i fabriken i Inglewood, Kalifornien och av P-51C i en ny fabrik i Dallas, Texas under sommaren 1943. För att utöka räckvidden började man förse planen med en 300-liters bränsletank bakom pilotens säte. Denna tank försköt planets tyngdpunkt farligt mycket bakåt; vid full tank var stabilitetsmarginalen så liten att endast måttliga manövrar kunde tillåtas tills tanken var nästan tom. 
De första leveranserna av P-51B och P-51C skedde under augusti till oktober 1943 till jaktförband tillhörande Eighth Air Force och Ninth Air Force baserade i England och till Twelfth Air Force och Fifteenth Air Force i Italien. Ett av de stora klagomålen med Mustangen var den dåliga sikten bakåt från cockpit, detta på grund av den konventionella spröjsade cockpithuven. 

### P-51D och P-51K
Från och med P-51D infördes en ny huv med bättre sikt, samt en modifierad vinge och senare även en framåt förlängd fena. Den tidigare huven byttes ut mot en droppformad plexiglashuv med betydligt mindre ramar som kunde skymma sikten och den upphöjda delen av bakkroppen kapades ner till samma höjd som för främre delen av kroppen för att på samma sätt inte skymma sikten. 
Varianten P-51K tillverkades vid fabriken i Dallas och var i stort sett lik P-51D, den enda notabla skillnaden var att P-51K från början tillverkades med en marginellt mindre Aeroproducts propeller med ihålliga propellerblad jämfört med den ursprungliga Hamilton Standard-propellern. På grund av vibrationsproblem byttes propellern till den ursprungliga Hamilton Standard.
Sådana plan användes av US Air Force under Koreakriget med beteckning F-51D eller F-51K, beroende på vilken typ av propeller som användes. 
Den sista militära operatören var Dominikanska Republikens flygvapen vars sista 10 flygplan (varav nio var före detta svenska J 26) togs ur tjänst 1984. 
I dag finns det närmare 300 Mustanger bevarade, varav en bra bit över 100 betraktas vara flygvärdiga. Flera används i olika slags kommersiellt flyg.

## Användning i Sverige

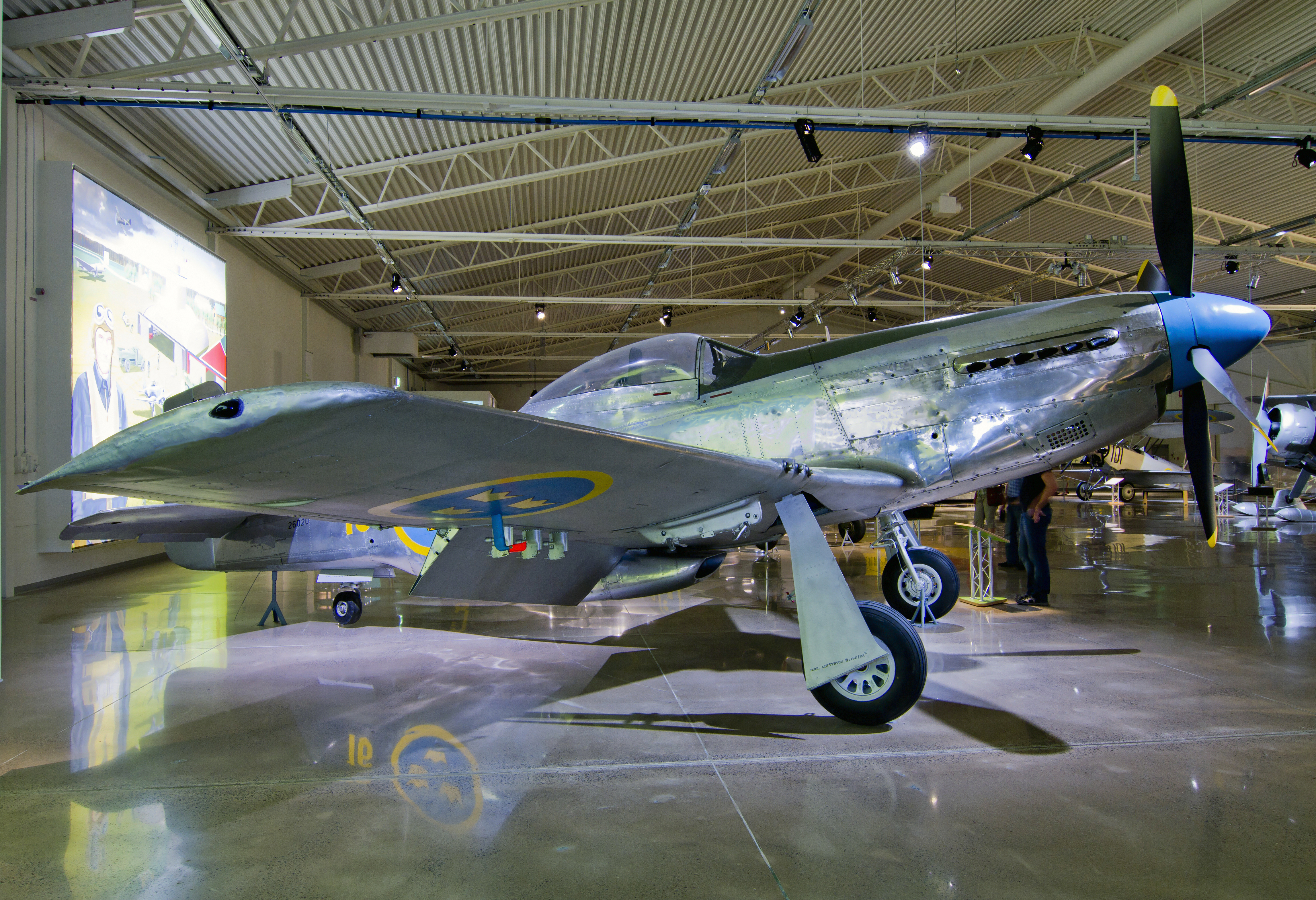
J 26 på Flygvapenmuseum i Linköping.

Mellan 1945 och 1948 köpte Sverige 161 begagnade P-51D från de allierade. Därutöver fanns sedan tidigare två P-51B-7 (26001-02 "Hub" & "Hot Pants") en P-51D-5 (26003 "Mary Ann") och en D-20 (26004 "You've had it"), som nödlandat i Sverige under kriget och då inköpts av Svenska flygvapnet. De första flögs av amerikanska piloter från Liverpool till Bromma flygplats i Stockholm den 10 april 1945. Några av de unga piloterna kunde inte motstå frestelsen att flyga under Västerbron.
I svenska flygvapnet fick plantypen typnummer flygplan 26 och planen sattes in som jaktflyg under beteckning J 26. Senare tillkom även en spaningsvariant som betecknades S 26. Mustangerna kallades ibland för "Musse" (plural: "Mussar") på slang. 
Tanken var ursprungligen att tilldela Mustangerna till Skånska flygflottiljen (F 10), vilken vid den tiden var baserad på Bulltofta. Men det ansågs inte passande att använda amerikansktillverkade jaktplan för att avvisa amerikanska och brittiska flygplan som kränkte svenskt luftrum. Mustangerna hamnade istället vid Upplands flygflottilj (F 16) och Jämtlands flygflottilj (F 4). Senare kom enstaka flygplan i tjänst även vid Svea flygflottilj (F 8) och Norrbottens flygflottilj (F 21). 
Under 1948 användes S 26 för spaningsuppdrag över sovjetiskt territorium (Baltikum), fluget av Fredrik Lambert-Meuller.
År 1953 började flygvapnet att ta de återstående 93 flygplanen ur tjänst för att förbereda en försäljning av dem till Israel, Dominikanska republiken och Nicaragua.
I dag (2010) finns några av dem i USA och är restaurerade till flygbart skick. Under 1960-talet återkom flygplan 26020 som en gåva från Israel och finns nu på Flygvapenmuseum. En S 26 bärgades från en myr på skjutfältet vid Vidsel 1999 och restaurerades i Vännäs. Restaureringen tog totalt nio år. Planet finns numera (2015) utställt i Flygmuseet F21, Luleå.

### Varianter
| Modell   | Benämning                       | Antal                | S/N                                                                                                | Brukstid  | Typ     | Basering       |
| -------- | ------------------------------- | -------------------- | -------------------------------------------------------------------------------------------------- | --------- | ------- | -------------- |
| P-51B-7  | J 26 Mustang B                  | 2                    | 26001–26002                                                                                        | 1945–1952 | jakt    | F 16           |
| P-51D-5  | J 26 Mustang D “utan spinnfena” | 1                    | 26003                                                                                              | 1945-1946 | jakt    | F 16           |
| P-51D-20 | J 26 Mustang D                  | 158 (146 minus S 26) | 26004–26161                                                                                        | 1945–1954 | jakt    | F 4, F 8, F 16 |
| P-51D-20 | S 26 Mustang D                  | 16 (12 kamerasatser) | 26007, 26021, 26026, 26043 26051, 26082–26084, 26107 26120–26121, 26130, 26130 26133, 26137, 26146 | 1948–1954 | spaning | F 21           |

### Beväpning
Svenska Mustanger behöll sin amerikanska 12,7 mm AN/M2-beväpning istället för att ombeväpnas med den svensk standardbeväpning i form av kraftfullare 13,2 mm automatkanon m/39 eftersom det ansågs att amerikansk 12,7 mm-överskottsammunition torde kunna köpas billigt efter kriget. Vapnen betecknades 12,7 mm automatkanon m/45 (12,7 mm akan m/45) i Sverige och så småningom togs två inhemska patroner fram i vapnets kaliber: en brandspränggranat med pansarbrytande kärna samt en variant med spårljus. Dessa betecknades med förenklad benämning i form av 12,7 mm granat m/45 och m/45X.
Olika uppsättningar vapen fanns bland versionerna. D-mustangerna kunde montera fyra eller sex 12,7 mm vapen för strid eller två stycken 8 mm kulspruta m/22 för övning.
J 26 (P-51B)
- -  4 × 12,7 mm akan m/45 (två per vinge)
    - 350 skott per vardera inre vapen
    -  280 skott per vardera yttre vapen

J 26 (P-51D)
- -  6 × 12,7 mm akan m/45 (tre per vinge)
    - 400 skott per vardera inre vapen
    - 260 skott per vardera mellersta vapen
    -  260 skott per vardera yttre vapen

S 26
- -  4 × 12,7 mm akan m/45 (två per vinge) med elektriska bandmatare
    - 400 skott per vardera inre vapen
    -  500 skott per vardera yttre vapen

År 1950 testades J 26 även med inhemska attackraketer och bomber men försöken visade att planet inte passade för attackrollen. Trots detta nämns 250 kg minbomber som ett alternativ i vissa .

## Replika
En modern replika av flygplanet i 3/4-storlek är Titan T-51 Mustang.